# Стамболовщината в Македония и нейните представители
„Стамболовщината в Македония и нейните представители“ (изписване до 1945 година: Стамболовщината въ Македония и нейнитѣ прѣдставители) е брошура на Петър Попарсов, подписана с псевдоним Вардарски, която съдържа критики към министър-председателя на България Стефан Стамболов и политиката му по Македонския въпрос. Написана е на български език и е издадена през 1894 година в София, като с цел конспиративност на корицата ѝ е отбелязано, че е печатана във Виена.

## Същност
През лятото на 1894 година в Ресен се провежда конгрес на ВМОРО, на който се обсъжда и програмна брошура на организацията, чието написване е възложено на Петър Попарсов. Името ѝ е „Стамболовщината в Македония и нейните представители", като списването ѝ е свързано с недоволството на македонстващите активисти от централистичната политика на Българската държава и Българската екзархия. Според дейците на ВМОРО тя ограничава местната инициатива и понеже Стефан Стамболов е и политикът, който стои зад репресиите над Младата македонска книжовна дружина, в която са членували част от учредителите на организацията, това допълнително ги мотивира за изготвянето на документа.
В брошурата на Попарсов се критикува
| „ | ...Турянето на македонските работи в зависимост от партизанските борби в България, което никак не е в интереса на нашата страна (Македония), която със своите условия на съществувание в много отношения е с противоположни интереси и трябва да се ръководи от хора, що познават тези условия и ценят местните интереси.... | “ |

Използва се и понятието „българска пропаганда“, чиито действия в Македония са описано като „хунското нашествие на тези щастливи синове на балканската Прусия“. Попарсов уточнява, че:
| „ | Всички тези кръстени (от стамболовистите) „сепаратисти“ са всъщност всички интелигентни българо-македонци, чийто „сепаратизъм“ се състои в това, че са против централизацията на църковно-училищната власт, с други думи това е една млада българо-македонска партия, която защитава самоуправлението и старите права на българо-македонските общини. И понеже тая партия вижда само в духовната власт сила, която ще може да държи „децентрализираните“ общини, тя държи нейната страна с условие, щото всички чиновници в Екзархията да бъдат изборни... | “ |

Попарсов изтъква също:
| „ | Монархическото управление, диктатурата и централизацията на властта, убивайки общините, удушва народния дух у македонските българи. А те са една голяма част от българския народ... | “ |

Антон Димитров от своя страна добавя: 
| „ | В началото мъчно беше да се действа между учителите, които бяха чиновници на Екзархията. Мнозина от тях не се решаваха да се лишат от хляба, макар че идеята за революция беше съблазнителна. Първата наша брошура – „Стамболовщината в Македония“ от Вардарски, макар и с малко некоректен език (в една подобна борба голяма коректност не може да се търси), произведе своя ефект и идеята почна да се шири. | “ |